# Verrayes

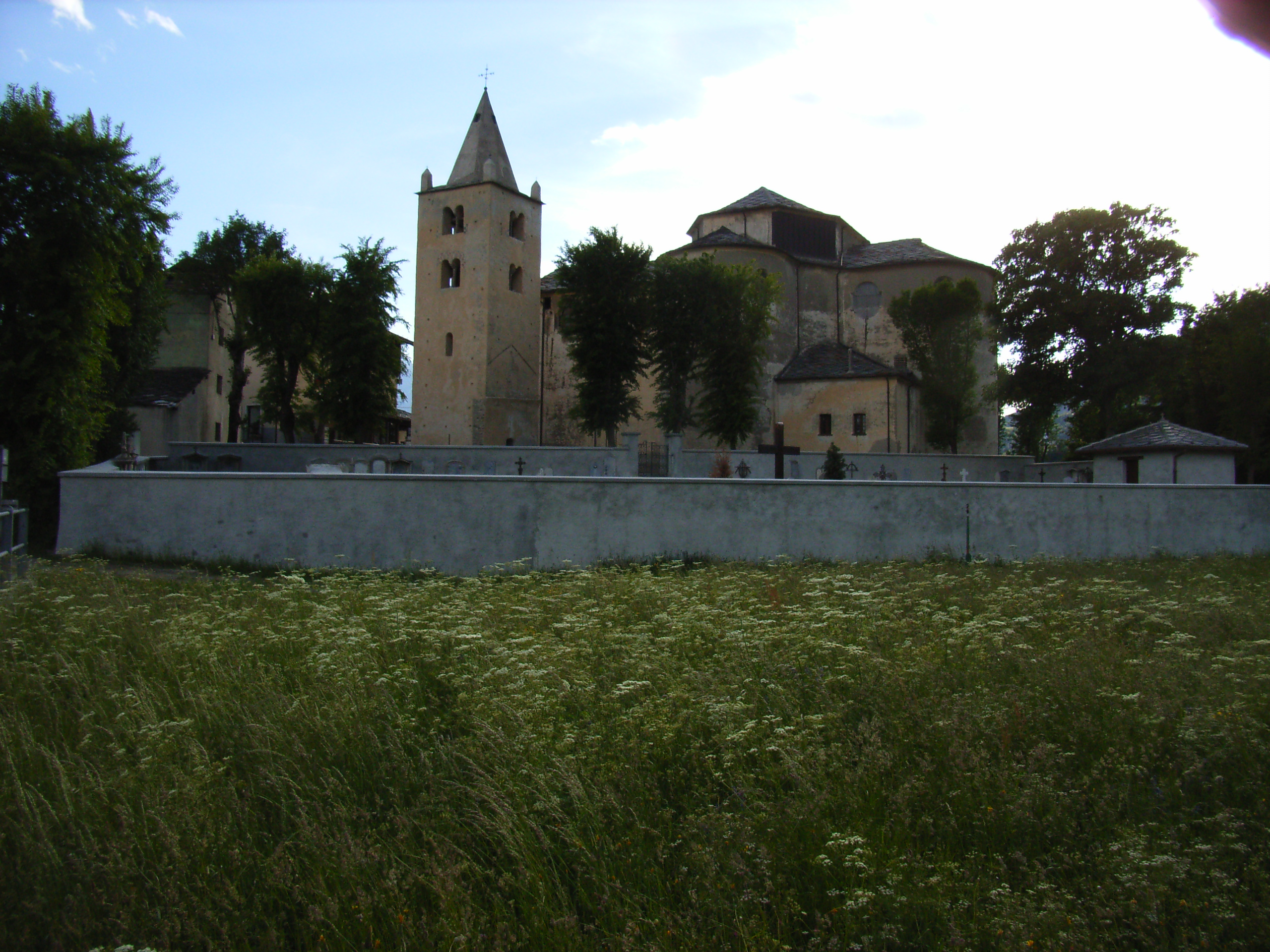
Peterspfarrkirche

Verrayes ist eine italienische Gemeinde in der autonomen Region Aostatal.
Verres hat 1283 Einwohner (Stand 31. Dezember 2023) und liegt in einer Höhe von 1017 m ü. NN an der linken Seite der Dora Baltea.
Nahe bei Verrayes ist das Feuchtgebiet der Lozon-See.
Die Nachbargemeinden sind Chambave, Fénis, Nus, Saint-Denis und Torgnon.

## Sehenswürdigkeit
- Festes Haus Marseiller